# Garancières-en-Drouais
Garancières-en-Drouais és un municipi francès, situat al departament de l'Eure i Loir i a la regió de Centre – Vall del Loira. L'any 2007 tenia 273 habitants.

## Demografia

### Població
El 2007 la població de fet de Garancières-en-Drouais era de 273 persones. Hi havia 100 famílies, de les quals 14 eren unipersonals (7 homes vivint sols i 7 dones vivint soles), 30 parelles sense fills, 52 parelles amb fills i 4 famílies monoparentals amb fills.
La població ha evolucionat segons el següent gràfic:
Habitants censats

### Habitatges
El 2007 hi havia 110 habitatges, 99 eren l'habitatge principal de la família, 7 eren segones residències i 3 estaven desocupats. 107 eren cases i 2 eren apartaments. Dels 99 habitatges principals, 87 estaven ocupats pels seus propietaris, 8 estaven llogats i ocupats pels llogaters i 4 estaven cedits a títol gratuït; 4 tenien dues cambres, 10 en tenien tres, 27 en tenien quatre i 59 en tenien cinc o més. 80 habitatges disposaven pel capbaix d'una plaça de pàrquing. A 35 habitatges hi havia un automòbil i a 60 n'hi havia dos o més.

### Piràmide de població
La piràmide de població per edats i sexe el 2009 era:
| Homes | Edats   | Dones |
| ----- | ------- | ----- |
| 0     | 95 o +  | 0     |
| 0     | 90 a 94 | 0     |
| 0     | 85 a 89 | 0     |
| 4     | 80 a 84 | 0     |
| 0     | 75 a 79 | 4     |
| 0     | 70 a 74 | 0     |
| 0     | 65 a 69 | 0     |
| 12    | 60 a 64 | 8     |
| 20    | 55 a 59 | 8     |
| 8     | 50 a 54 | 20    |
| 0     | 45 a 49 | 0     |
| 20    | 40 a 44 | 12    |
| 12    | 35 a 39 | 16    |
| 8     | 30 a 34 | 12    |
| 12    | 25 a 29 | 8     |
| 0     | 20 a 24 | 12    |
| 4     | 15 a 19 | 4     |
| 4     | 10 a 14 | 16    |
| 0     | 5 a 9   | 16    |
| 8     | 0 a 4   | 4     |

## Economia
El 2007 la població en edat de treballar era de 182 persones, 133 eren actives i 49 eren inactives. De les 133 persones actives 122 estaven ocupades (64 homes i 58 dones) i 12 estaven aturades (7 homes i 5 dones). De les 49 persones inactives 25 estaven jubilades, 15 estaven estudiant i 9 estaven classificades com a «altres inactius».

### Ingressos
El 2009 a Garancières-en-Drouais hi havia 107 unitats fiscals que integraven 307,5 persones, la mediana anual d'ingressos fiscals per persona era de 20.790 €.

### Activitats econòmiques
Dels 8 establiments que hi havia el 2007, 1 era d'una empresa de fabricació d'altres productes industrials, 1 d'una empresa de construcció, 4 d'empreses de comerç i reparació d'automòbils i 2 d'empreses de serveis.
Dels 3 establiments de servei als particulars que hi havia el 2009, 2 eren tallers de reparació d'automòbils i de material agrícola i 1 guixaire pintor.
L'any 2000 a Garancières-en-Drouais hi havia 6 explotacions agrícoles.

## Poblacions més properes
El següent diagrama mostra les poblacions més properes.